# The Minus Man
The Minus Man er en amerikansk dramafilm fra 1999 baseret på en roman af Lew McCreary. Den er instrueret af Hampton Fancher, der også skrev manuskriptet. Owen Wilson spiller hovedrollen som den kolde seriemorder Vann Siegert. Filmen blev nomineret til Grand Jury Prisen på Sundance Film Festival.

## Handling
Filmen handler om den omflakkende seriemorder Vann Siegert (Owen Wilson), der samler folk op når han driver gennem provinsen i sin pickup-truck og føre filosofiske samtaler med dem. Dem der klager over deres dagligdags problemer og virke kede af deres liv ender som Vanns ofre. Vann ankommer til en lille by i Californien, hvor parret Doug (Brian Cox) og Jane (Mercedes Ruehl) bor. Da de møder Vann synes de at han er så flink, at de tilbyder ham, at han kan leje et værelse hos dem. Doug skaffer også Vann et job på det lokale posthus, og det virker som om Vann endelig er ved at slå sig til ro efter at have rejst alene rundt i lang tid. Alle i byen er vilde med Vann – også Ferrin (Janeane Garofalo), som han begynder at få et mindre kæresteforhold med. Men snart bliver han hjemsøgt af hallucinationer om at være sigtet af et par detektiver (Dwight Yoakam og Dennis Haysbert), hvorefter det viser sig at Vann begynder at udføre sine dystre hemmeligheder i byen.

## Medvirkende
Owen Wilson .... Vann Siegert
Sheryl Crow .... Laurie Bloom
Dwight Yoakam .... Detective Blair
Dennis Haysbert .... Detective Graves
Alex Warren .... State Trooper
Mercedes Ruehl .... Jane Durwin
Brian Cox .... Doug Durwin
Janeane Garofalo .... Ferrin
Meg Foster .... Irene
John Vargas .... Priest

## Taglines
- When he's around, nothing adds up.
- Don't see it alone. Unless you like talking to yourself.